# Nanclars
Nanclars is een gemeente in het Franse departement Charente (regio Nouvelle-Aquitaine) en telt 200 inwoners (1999). De plaats maakt deel uit van het arrondissement Angoulême.

## Geografie
De oppervlakte van Nanclars bedraagt 5,7 km², de bevolkingsdichtheid is 35,1 inwoners per km².
De onderstaande kaart toont de ligging van Nanclars met de belangrijkste infrastructuur en aangrenzende gemeenten.

## Demografie
Onderstaande figuur toont het verloop van het inwonertal (bron: INSEE-tellingen).